# 高調波
高調波（こうちょうは）とは、ある周波数成分をもつ波動に対して、その整数倍の高次の周波数成分のことである。音楽および音響工学分野では倍音と呼ぶ。
元々の周波数を基本波、2倍の周波数（2分の1の波長）を持つものを第2高調波、さらに n 倍の周波数（n 分の1の波長）を持つものを第 n 高調波と呼ぶ。

## 電気工学
電気工学での高調波は、電源周波数の倍数で発生する周波数でありEMIの発生源となる。平滑コンデンサを使用したDC電源回路、インバーターなどで使用されるPWMスイッチング回路は波形を歪める。歪んだ波形は電源周波数の整数倍でノイズを発生させる。このノイズは電源の力率を低下させ、電子回路を誤動作させたり、停電を引き起こしたりする為に、技術基準により規制されている。電源線路の中性線（ニュートラル：N）は、大地への戻り線路（リターンパス）であるが、無効電力である高調波成分を大地へ戻す役割もある。

## 無線工学
無線通信などの発振回路で、必要な周波数の1/nの基本波の発振（原発振、略して原発とも）から、意図的に歪み特性を持った回路を通して、高調波として目的の周波数の信号を発生させることを（周波数）逓倍（(frequency) multiplication）と言う（PLLによってn倍の周波数の信号を得ることも逓倍と言う）。
無線工学では、無線機から送信する電波に混じる目的の信号以外の、主に高調波（および低調波）からなる成分をスプリアスと呼ぶ。スプリアスの強度は電波法により制限されている。通常スペクトラムアナライザを使って計測する。

## 機械工学
機械工学でも、例えばシンプルな平歯車や直歯傘歯車の場合に噛み合い振動(回転数×歯数)の他にその高調波が発生する。それらを減らすためには平歯車の場合は斜歯歯車や山歯歯車を用い、傘歯車の場合は斜歯傘歯車や曲歯傘歯車、ハイポイドギヤが用いられる。また、例えば歯に損傷がある場合などは回転数に依存した大きな振動とその高調波が異常振動として発生する事がある。その他歯車以外でも例えば蒸気機関や内燃機関等のリンク機構の類では支持部がリンクの振動と共振し高調波が発生したり、あるいは歯車でない高速回転体でも軸周りで共振し高調波が出ることがある。

## 対語
- 低調波 - ある周波数成分をもつ波動に対して、その整数分の1の周波数成分のことである。